# Kovrov
Kovrov (russisk: Ковров, tr. Kovrov) er en by i Vladimir oblast i Rusland. Kovrov ligger ved floden Kljazma, omkring 64 km nord for Vladimir. Kovrov er Vladimir oblasts næststørste by med 128.879 (2024) indbyggere.

## Geografi
Byen ligger på højre og venstre bredder af floden Kljazma, 64 km fra Vladimir og 250 km nordøst for Moskva.

## Historie
Ifølge en ubekræftet tradition blev det senere Kovrov grundlagt i 1100-tallet på bredden af Kljazma af storfyrst Jurij Dolgorukij som landsbyen Jelifanovkoj.
Overskygget af den nærliggende Starodub-na-Kljazme siden 1100-tallet, blev Kovrov først bystatus i 1778. Den 13. juli 1978 ved byens 200-års jubilæum blev Kovrov tildelt Arbejdets røde fanes orden.